# Hatto I.

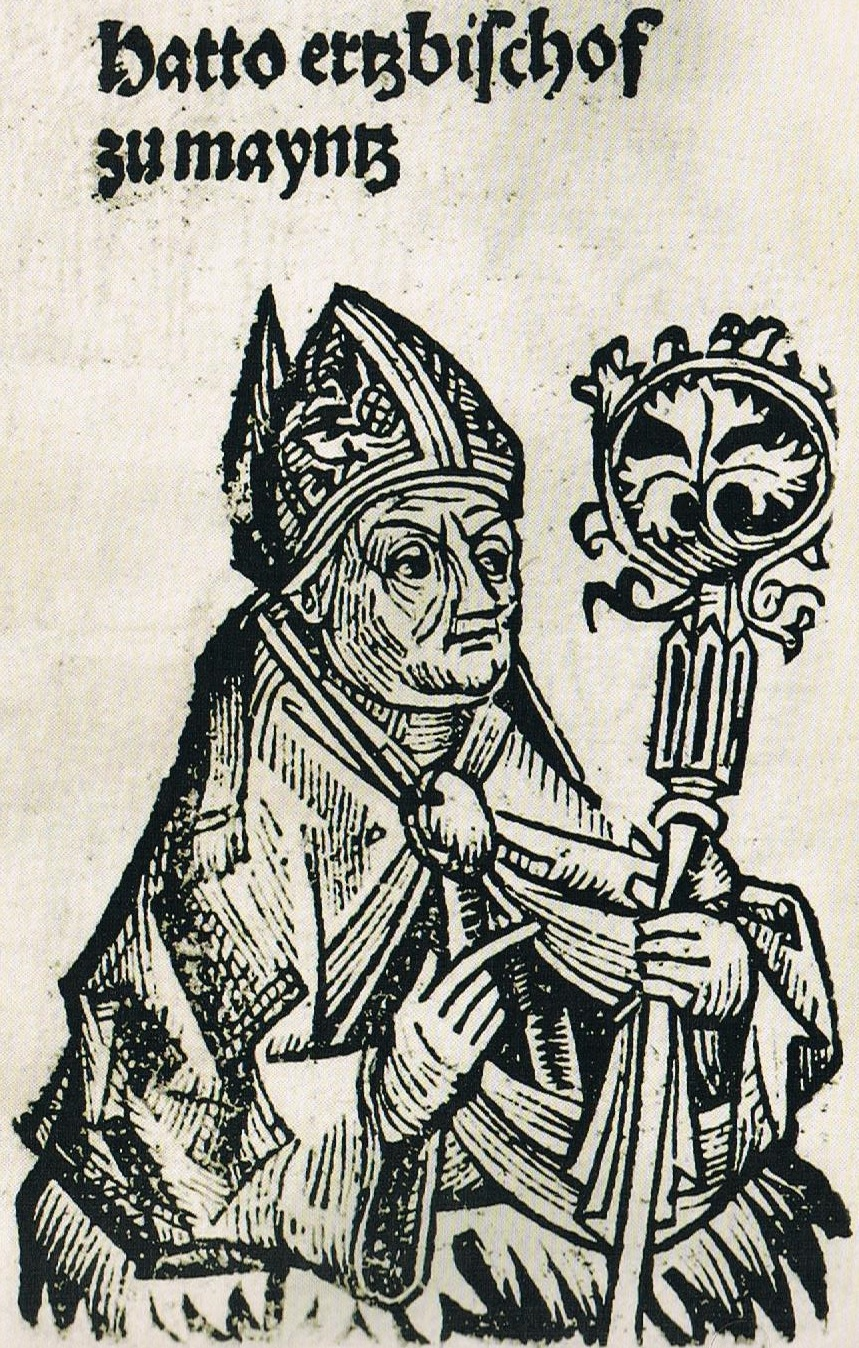
Abbildung des Mainzer Erzbischofs Hatto I. (Schedelsche Weltchronik, Nürnberg, 1493)

Hatto I. OSB (* um 850; † 15. Mai 913) war von 888 bis 913 Abt des Klosters Reichenau (als Hatto III.) und anderer Reichsklöster, Erzbischof von Mainz (891–913) und Erzkanzler des Ostfränkischen Reiches.

## Leben
Die Schreibweise des Namens Hatto variiert. Es kommen vor: Hatto, Haddo, Hadtho, Haito, Heito, Hato, Havto, Hatho, Hetto, Atto, Addo; die Schreibweise Hatto ist die gebräuchlichste. Der Name „Hatto“ bedeutet „der Begüterte“ (bonosus), nicht etwa der „Harte“ oder der „Unbeharmherzige“, wie Nicolaus Serarius später annahm.
Hatto wurde um 850 als Kind einer schwäbischen Adelsfamilie geboren. Hatto, der auch literarisch gebildet und im Kirchenrecht bewandert war, war ein Gefolgsmann Königs Arnulf von Kärnten (888–899), mit dem er spätestens seit November 887 bekannt war. In der Nachfolge Liutberts (863–889), der maßgeblich das politische Geschehen in den Karolingerreichen unter anderem als Erzkanzler in Ostfranken beeinflusst hatte, ernannte Arnulf Hatto im September 891 zum Erzbischof des wohl wichtigsten Bistums seines Herrschaftsbereichs. Schon vorher war Hatto (als Hatto III.) Abt des Bodenseeklosters Reichenau (888) und Vorsteher der Abtei Ellwangen geworden. Dieses übergab er im Jahr 905 an seinen Mitbruder Adalbero von Augsburg. Unter seiner Kontrolle waren zudem das Kloster Lorsch, das er im Jahr 900 von diesem Adalbero von Augsburg übernommen hatte, sowie die Klöster Weißenburg und Klingenmünster, so dass Hatto zeitweise über vier Abteien verfügte. Er setzte im Verlauf seiner verschiedenen Abbatiate in den ihm unterstellten geistlichen Gemeinschaften das Recht der Mönche auf eine freie Abtswahl durch und drang darauf, dass sie vom ostfränkischen Herrscher Königsprivilegien (u. a. Besitzbestätigungen) erhielten.
Die Abteien mit ihren Erträgen bildeten die Grundlage für Hattos Einsatz auf dem Feld nicht nur der ostfränkischen Politik. Der Erzbischof von Mainz begleitete den König unter anderem Anfang 894 und im Winter 895/96 auf seinen Italienzügen, die letztlich zur Kaiserkrönung Arnulfs am 15. oder 22. Februar 896 führten.

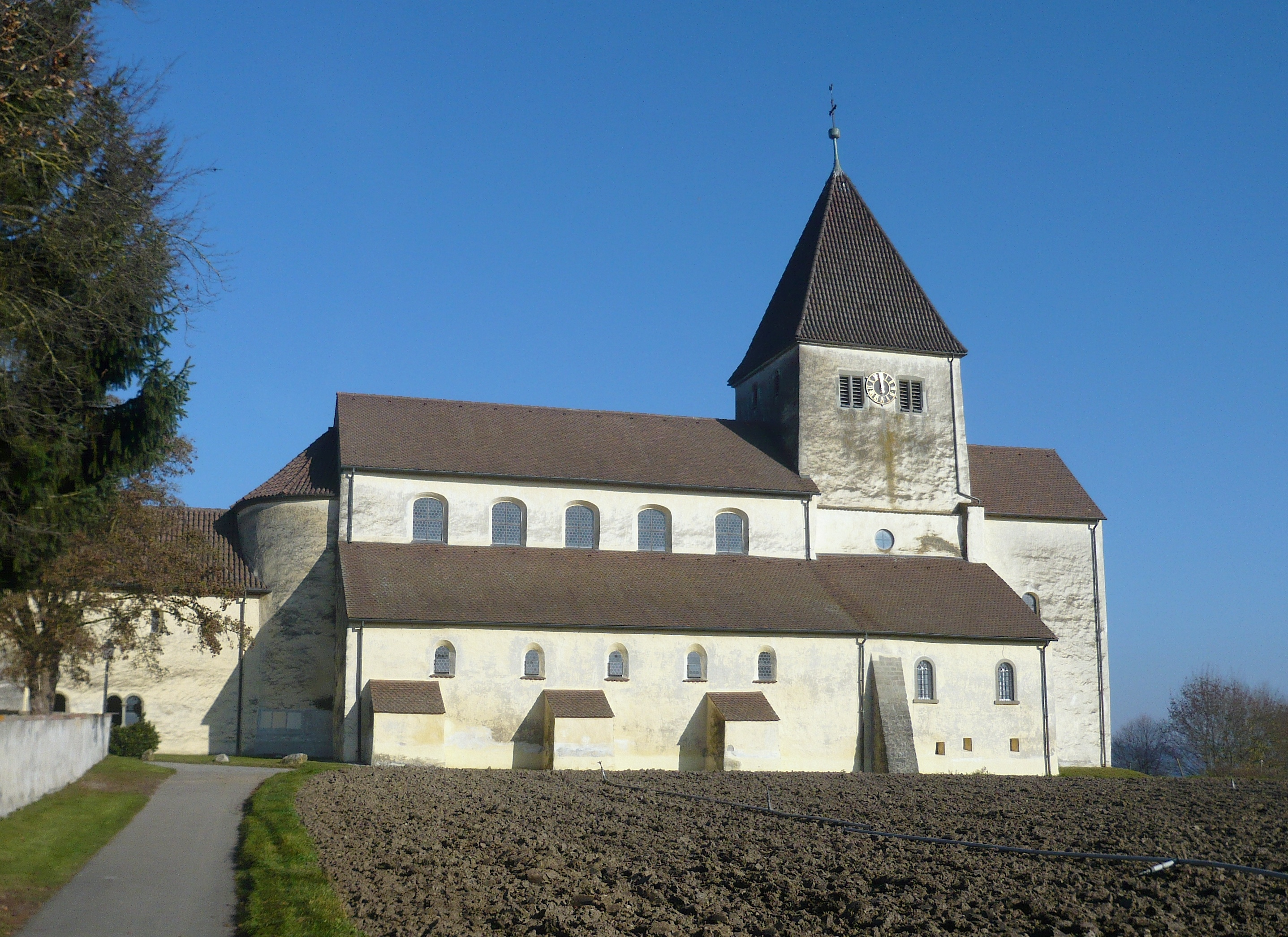
St. Georg auf Reichenau-Oberzell (um 900)

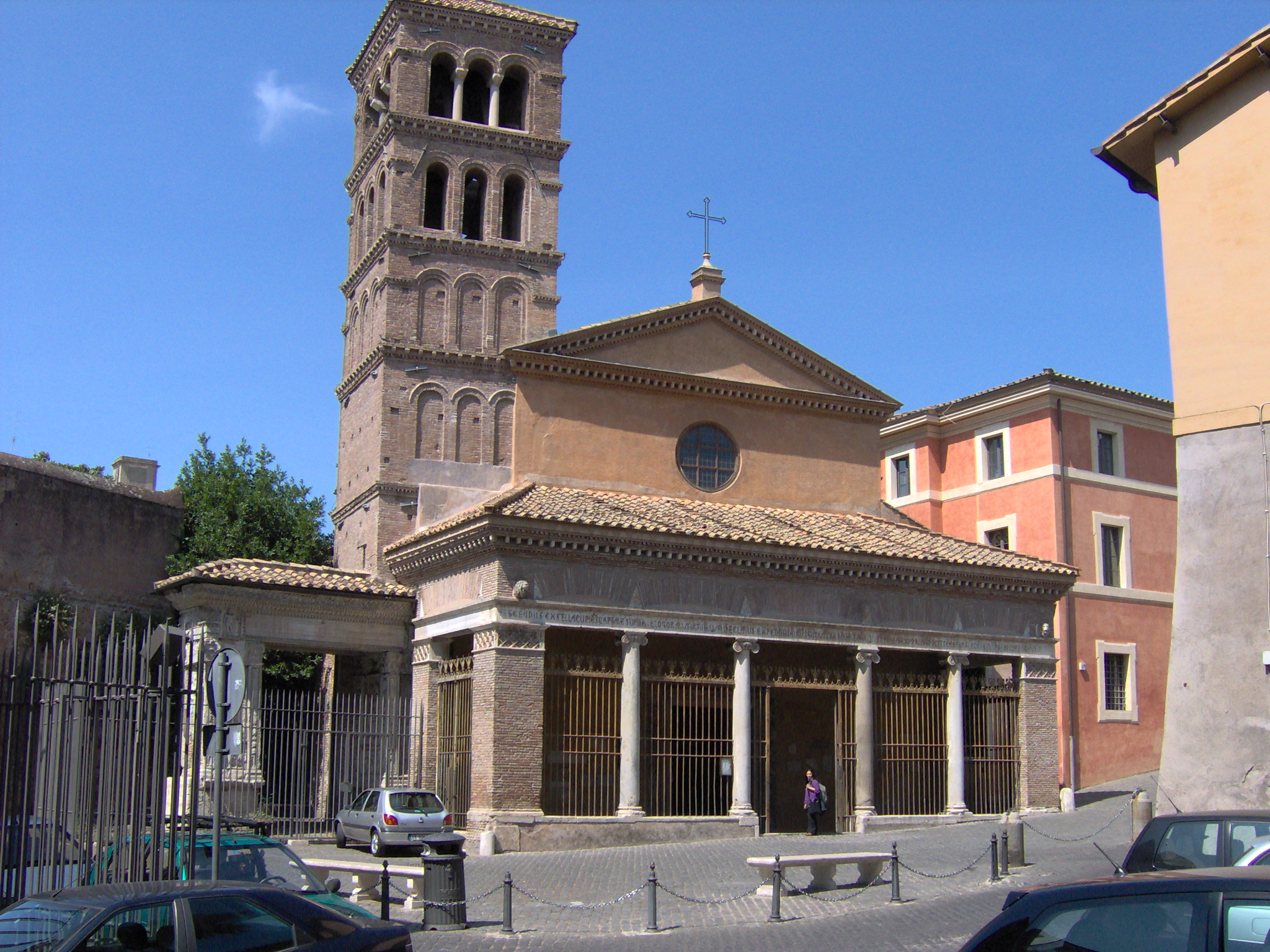
Basilika San Giorgio in Velabro, Rom (um 830)

Anlässlich der Feierlichkeiten zur Kaiserkrönung Arnulfs von Kärnten im Februar 896 übergab Papst Formosus einige Reliquien an Hatto I. „für sein neu in Alemannien erbautes Kloster“. Unter den Reliquien befand sich auch ein Schädelstück des Ritterheiligen Georg, das vermutlich aus dem Reliquienschatz der um 830 errichteten römischen Basilika San Giorgio in Velabro stammte. Diese Schenkung nahm Hatto zum Anlass, für das Benediktinerkloster auf der Insel Reichenau (dessen Abt er war als Hatto III.) die bereits bestehende Klosterzelle „Oberzell“ zu erweitern und eine Kirche zu Ehren des Heiligen Georg errichten zu lassen, in deren Krypta das „Georgshaupt“ verwahrt wurde. Es war zunächst ein kleines Chorherrenstift mit sechs Chorherren und einem Propst. Aus den Quellen ergibt sich, dass damit die Verehrung des Erzmärtyrers Georg auch im deutschen Sprachraum begann, und zwar zunächst in den von Hatto geleiteten Klöstern Reichenau, Ellwangen und Lorsch, anschließend auch in St. Gallen und im Herzogtum Schwaben sowie im Bistum Mainz und im Bistum Straßburg.
An der Wahl des legitimen, aber noch minderjährigen Arnulf-Sohnes Ludwig IV. des Kindes zum ostfränkischen König (900–911) war Hatto maßgeblich beteiligt, ebenso an der Regentschaft für diesen König. Zusammen mit Adalbero von Augsburg wurde er ein sogenannter compatre des 893 geborenen Ludwig, eine Art künstlicher Verwandter. Dies bedeutete sowohl große Nähe zu dem jungen König, als auch eine besondere Verantwortung für dessen Erziehung. Er und andere unterdrückten im Jahr 906 den Aufstand des Babenbergers Adalbert (Babenberger Fehde), der nach dem Überfall der Babenberger auf die Konradiner in der Schlacht bei Fritzlar gefangen genommen und hingerichtet wurde; damit fiel die fränkische Herzogswürde an die Konradiner in der Person Konrads des Jüngeren, dessen Vater Konrad der Ältere, wie auch beide Brüder Adalberts, 906 bei Fritzlar gefallen war. Das gute Verhältnis Hattos zu den Konradinern wird nicht zuletzt bei der Erhebung Konrads I. (911–918) zum König erkennbar.
Eine große Nähe zu den Herrschern Arnulf, Ludwig und Konrad I. zeichnete damit den Mainzer Erzbischof aus. Gleichzeitig wird und wurde ihm nachgesagt, ein skrupelloser Machtmensch zu sein. So existieren Geschichten über den Verrat an Adalbert von Babenberg, der mit dessen Hinrichtung geendet habe, sowie über einen von ihm angestifteten Mordversuch am Herzog Heinrich von Sachsen.
Hatto war darüber hinaus ein Mann von hoher theologischer Bildung. Er nahm an den Synoden von Frankfurt (892) und Trebur (895) teil, zumindest letztere leitete er.

## Die Legenden um Hatto I.
Betrachtet man zunächst den vermeintlichen Verrat an Adalbert, so fällt auf, dass in zeitnahen Quellen noch keine Rede von einem Verrat Hattos ist. Der Inhalt der Geschichte lässt sich knapp zusammengefasst folgendermaßen darstellen: Ludwig das Kind, der eine reguläre Beendigung der Feindseligkeiten Adalberts für aussichtslos hielt, holte in dieser verzweifelten Lage den Rat Erzbischofs Hattos ein. Der versprach, ihn von seinen Sorgen zu befreien und darauf hinzuwirken, dass Adalbert zu ihm komme; er, der König, solle dann nur verhindern, dass er zurückkehre. Daraufhin begab sich Hatto zu Adalbert nach Bamberg und überredete ihn, in Verhandlungen mit dem König zu treten. Dazu schwor er, er wolle ihn heil und unversehrt hin- und zurückbringen. Adalbert war über das Angebot so erfreut, dass er Hatto zum Essen einlud, was dieser jedoch ausschlug. Sie machten sich also auf den Weg. Unterwegs versicherte Hatto auf einmal, es reue ihn, die Einladung zum Essen nicht angenommen zu haben und auf diesem langen Weg nüchtern bleiben zu müssen. Adalbert machte deshalb den Vorschlag, zurückzukehren und das Versäumte nachzuholen. Daraufhin brachen sie ein zweites Mal auf. Als Adalbert am Königshof anlangte, wurde ihm sofort der Prozess gemacht. Schon gefesselt und auf dem Weg zur Hinrichtung machte er Hatto den Vorwurf, er sei wortbrüchig geworden. Er habe ihm doch versprochen, ihn heil zurückzubringen. Worauf Hatto antwortete, das habe er doch getan, als er – das erste Mal – mit ihm zur Burg zurückgekehrt sei. Soviel zur Geschichte. Regino von Prüm allerdings, als einer der zeitlich nächsten Chronisten, berichtet vielmehr von einem Verrat der eigenen Anhänger an Adalbert. Die Geschichte über den angeblichen Verrat Hattos an Adalbert taucht erst deutlich später, etwa in Liudprands „Buch der Vergeltung“ auf, welches in der Mitte des 10. Jahrhunderts erschienen ist. Die Geschichte greift wenig später auch Widukind von Corvey auf. Allerdings betont dieser bezüglich der Geschichte über den Verrat: „Das prüfen wir nicht, das beteuern wir auch nicht, sondern halten es eher für Volksüberlieferung, die erfunden ist.“ Ein guter Hinweis darauf, dass Widukind mit seiner Vermutung recht haben dürfte, bildet die Tatsache, dass bereits in Ciceros Werk De officiis eine sehr ähnliche Geschichte wie die Hattos und Adalberts erzählt wurde – nur mit anderen Protagonisten. Darin wird berichtet, dass Hannibal nach der Schlacht von Cannae zehn römische Gefangene nach Rom zum Senat geschickt habe, um sie über die Auslösung punischer Gefangener verhandeln zu lassen, freilich nicht ohne ihnen den Eid abgenommen zu haben, im Fall eines Misserfolgs zu ihm ins punische Lager zurückzukehren. Neun Männer hielten sich daran, der zehnte kehrte kurz darauf ein erstes Mal zurück, als ob er etwas vergessen hätte, und versteckte sich anschließend in Rom, weil er sich seines Eides entbunden glaubte – was bei den Römern aber nicht verfing: Sie lieferten ihn dennoch an Hannibal aus. Es scheint also, dass schlicht eine bekannte Geschichte genommen wurde und Hatto und Adalbert die neuen Hauptdarsteller wurden. Die Nachhaltigkeit der Geschichte liegt sicher auch in ihrer Weitertradierung durch Thietmar von Merseburg und Otto von Freising, letzterer ein direkter Nachfahre des in der Geschichte auftauchenden Adalberts und deswegen höchstwahrscheinlich sehr parteiischer Chronist (war es doch Hatto I., der in jedem Fall machtpolitisch gegen seinen Vorfahren agiert hatte). Der etwa zu gleicher Zeit schreibende Hermann von Reichenau hingegen deutet an, dass Adalbert sich wohl Hoffnungen auf ein Bündnis mit dem König gemacht hat und dass Hatto diese Hoffnung evtl. bewusst und fälschlicherweise genährt hat. Die Geschichte über den Verrat stellt jedoch auch er als Gerücht dar.
Die Geschichte über das Attentat gegen den Liudolfinger Heinrich von Sachsen ist schwieriger einzuordnen, da sie sich nur bei Thietmar in verkürzter Form und bei Widukind wiederfindet. Sie soll sich im Jahr 912 ereignet haben und die Begründung für Heinrichs Vorgehen gegen die Besitzungen der Mainzer Kirche in Sachsen und Thüringen liefern. Widukind stellt die Ereignisse wie folgt dar: Hatto ließ für Heinrich eine goldene Kette machen und lud ihn zu einem Mahl ein, bei dem er mit Geschenken geehrt werden sollte. Inzwischen ging der Bischof zum Goldschmied, um sich das Werk anzusehen, und soll beim Anblick der Kette geseufzt haben. Als der Goldschmied nach dem Grund dafür fragte, antwortete er ihm, dass diese Kette in das Blut des besten und ihm teuersten Mannes getaucht werden müsse. Der Goldschmied bewahrte über das Gesagte Stillschweigen, und nachdem er die Kette fertiggestellt und übergeben hatte, bat er darum, gehen zu dürfen. Das wurde ihm gewährt. Als er aber Heinrich begegnete, der gerade im Begriff war, zum Festmahl zu gehen, sagte er ihm, was er gehört habe. Da wurde der Herzog heftig zornig, rief den Boten des Bischofs, der noch da war, und sagte ihm: „Geh, sag dem Hatto, dass Heinrich keinen härteren Hals hat als Adalbert und dass wir es für besser erachtet haben, zu Hause zu bleiben und (von dort aus) über unsere Verpflichtungen ihm gegenüber zu verhandeln, als ihm mit der Vielzahl unserer Begleiter zur Last zu fallen.“
Es gibt verschiedene Theorien über die Bedeutung der Kette innerhalb der Geschichte: etwa ob Heinrich damit erdrosselt werden sollte oder ob sie als Erkennungszeichen für den Mörder dienen und die bevorstehende Enthauptung andeuteten sollte. Gleichwohl die Belegsituation für diese Attentatspläne Hattos sehr dünn ist, so ist es doch nicht auszuschließen, dass Heinrich eine Warnung erhielt, dass er in Mainz mit einem Mordanschlag zu rechnen habe. Die Feier eines Gastmahls (convicium) bedeutete nämlich üblicherweise die Besiegelung eines Friedensschlusses. In einer ungeklärten oder gar kontroversen Situation hat ein convicium keinen Platz. Eine Einladung zu einem solchen zu unrechter Zeit – in der Zeit von Dissens – erzeugte Misstrauen und die Vermutung, dass eine schlechte oder gar heimtückische Absicht hinter der Einladung stehen könnte. Eine solche Vermutung hat die Geschichte um Hattos Attentatspläne ausgesponnen. Augenfällig ist zudem, dass in einer Ausführung der Geschichte bei Widukind die Stadt Kassel als Begegnungsort zwischen dem Goldschmied und Heinrich angegeben wurde. Dort befand sich nämlich König Konrad I. zu dieser Zeit tatsächlich, zu sehen an einer Urkundenausstellung für Hersfeld. Und so ist es sehr wahrscheinlich, dass dort auch die Verhandlungen mit Heinrich I. stattfanden, an denen wohl auch Hatto I. beteiligt war. Diese scheiterten jedoch und im Anschluss überfiel Heinrich I. gezielt die Güter der Mainzer Kirche, was ein Zeichen dafür sein könnte, dass Heinrich I. das Scheitern auf den Einfluss des Mainzer Erzbischofs zurückführte.
Hatto starb am 15. Mai 913. Um den Tod Hattos rankt sich die Legende vom Binger Mäuseturm. Danach soll Hatto als Strafe für die hartherzige Behandlung der hungernden Bevölkerung von Mäusen in dem auf einer Rheininsel stehenden Turm bei Bingen bei lebendigem Leibe aufgefressen worden sein. Seit dem 19. Jahrhundert wird diese Legende, insbesondere aufgrund der Veröffentlichungen des Historikers Cornelius Will, Hatto I. zugeschrieben, nachdem sie sich vorher vor allem auf einen seiner Nachfolger, Hatto II., bezogen hatte.

## Sonstiges
Er ist Namensgeber der Abt-Hatto-Straße auf der Insel Reichenau.